# Église d'Hervanta
L'église de Hervanta (en finnois : Hervannan kirkko) est une église moderne construite dans le quartier d'Hervanta à Tampere en Finlande.

## Galerie

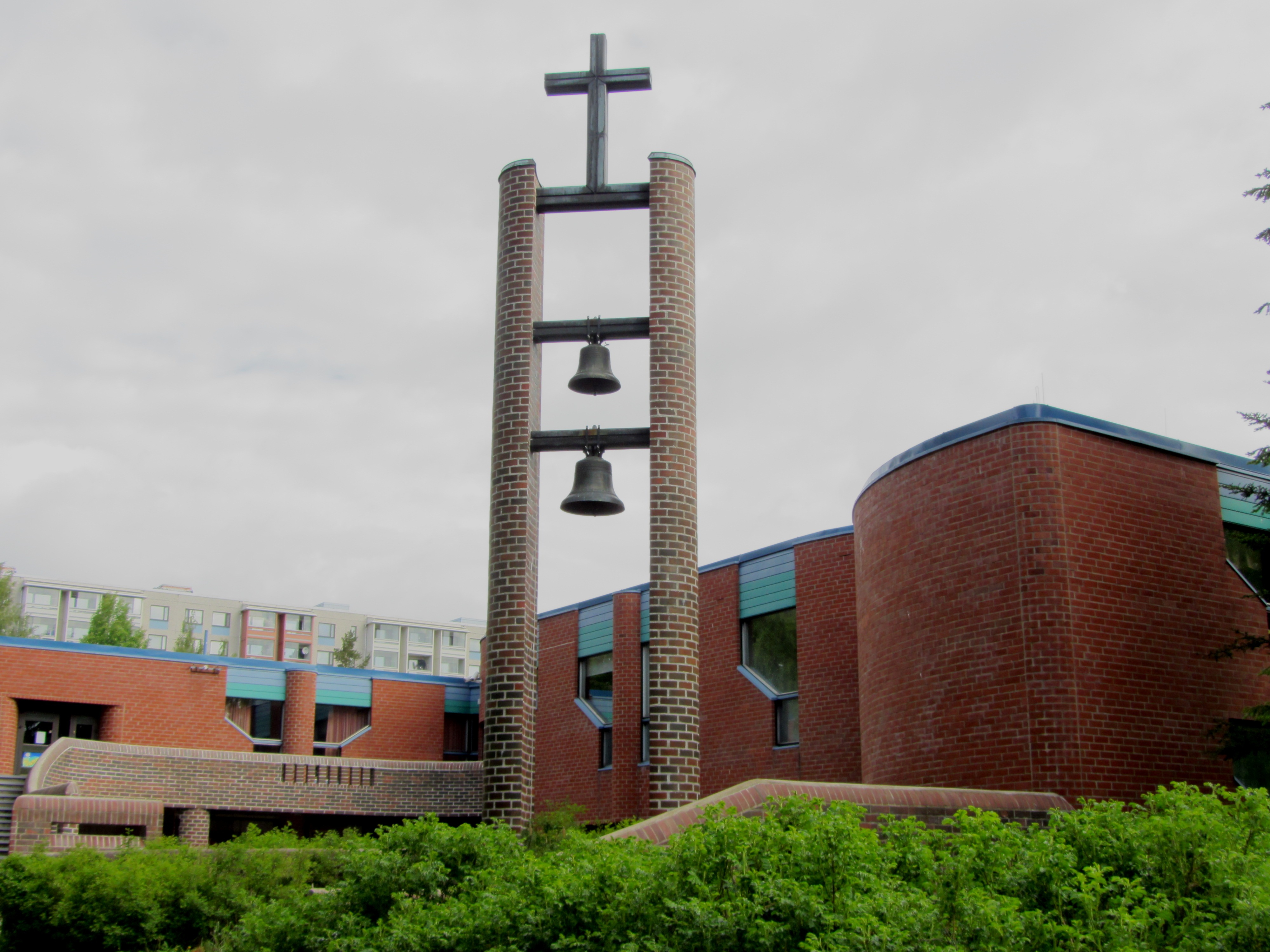
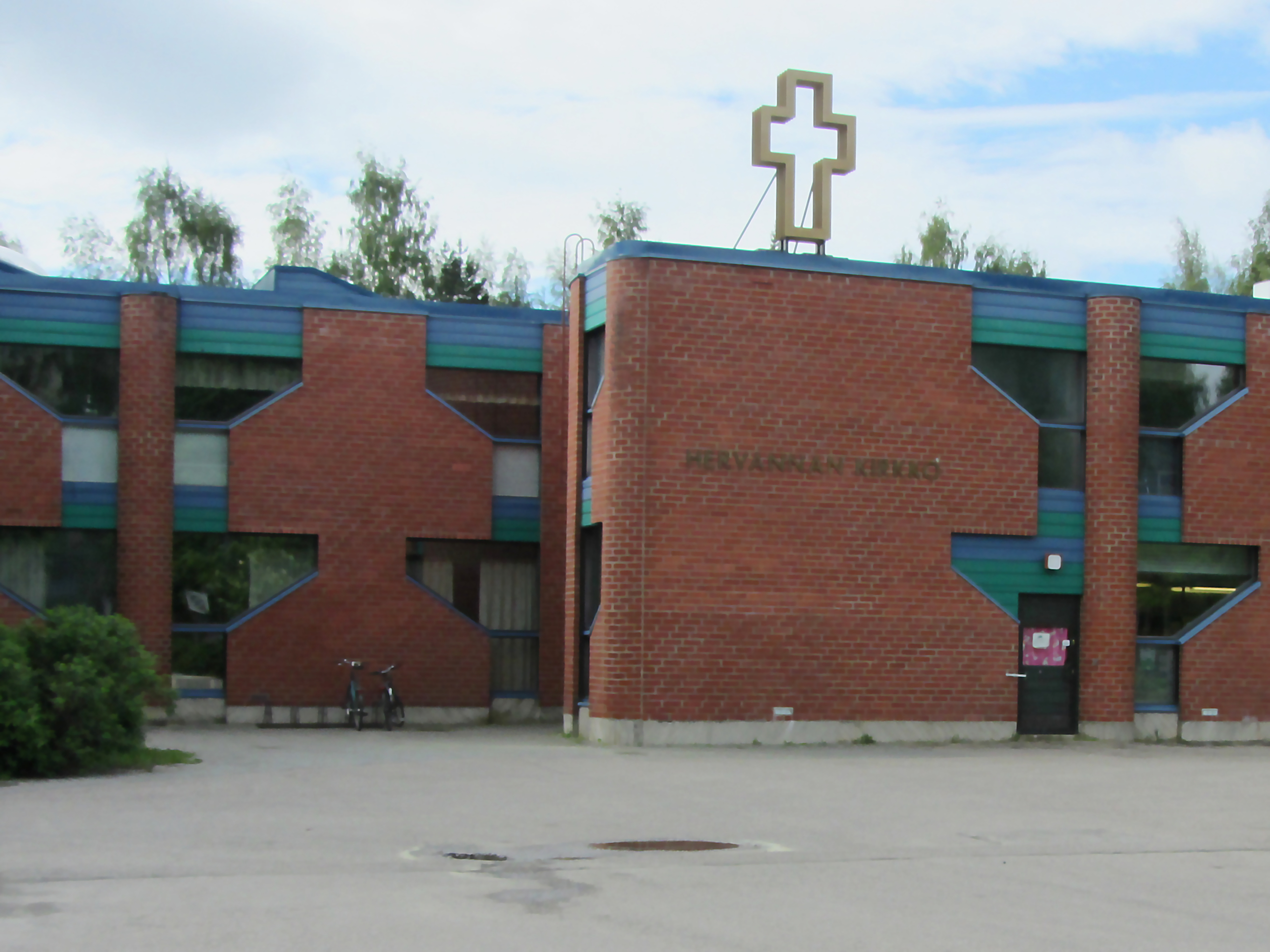
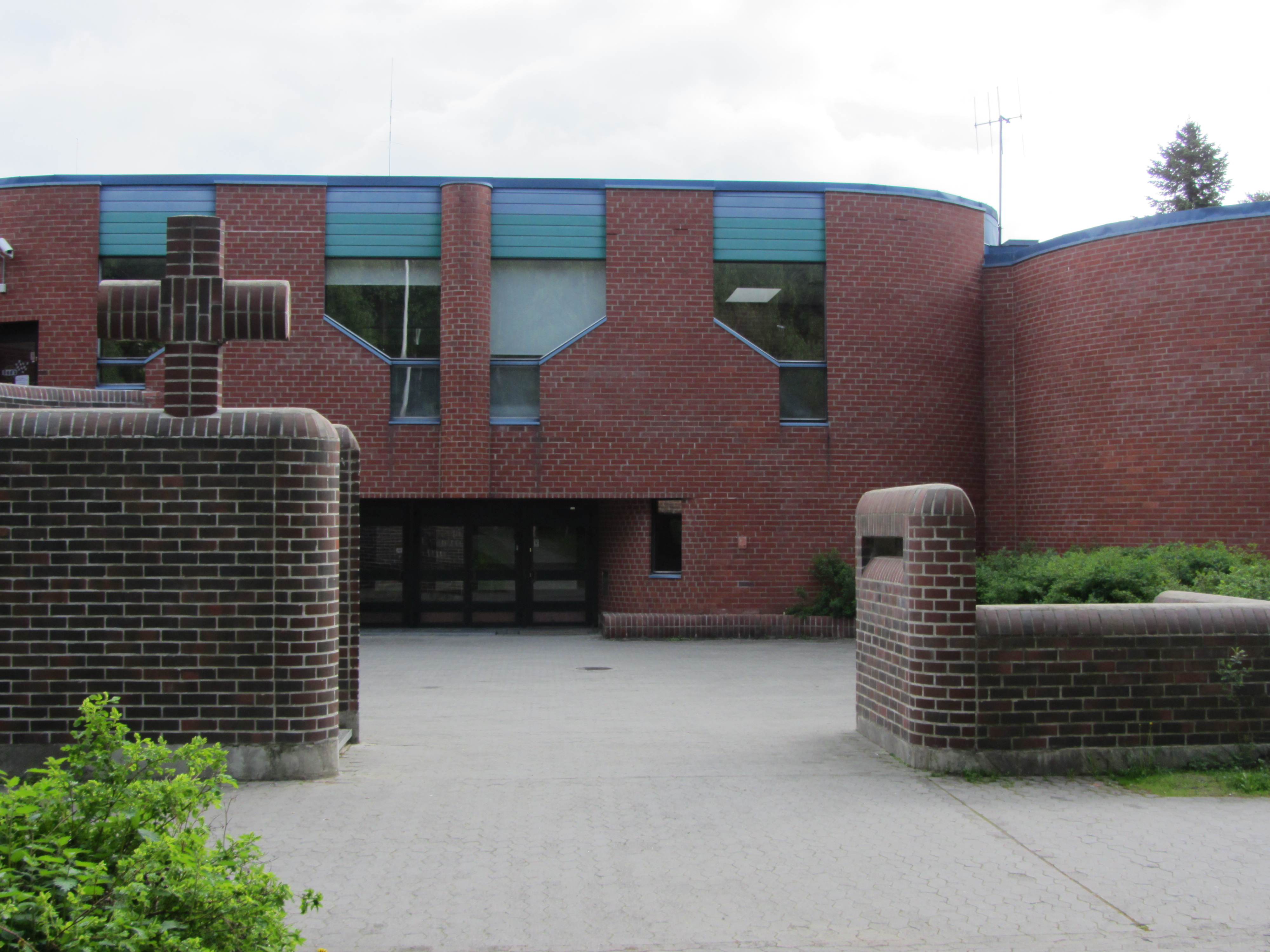
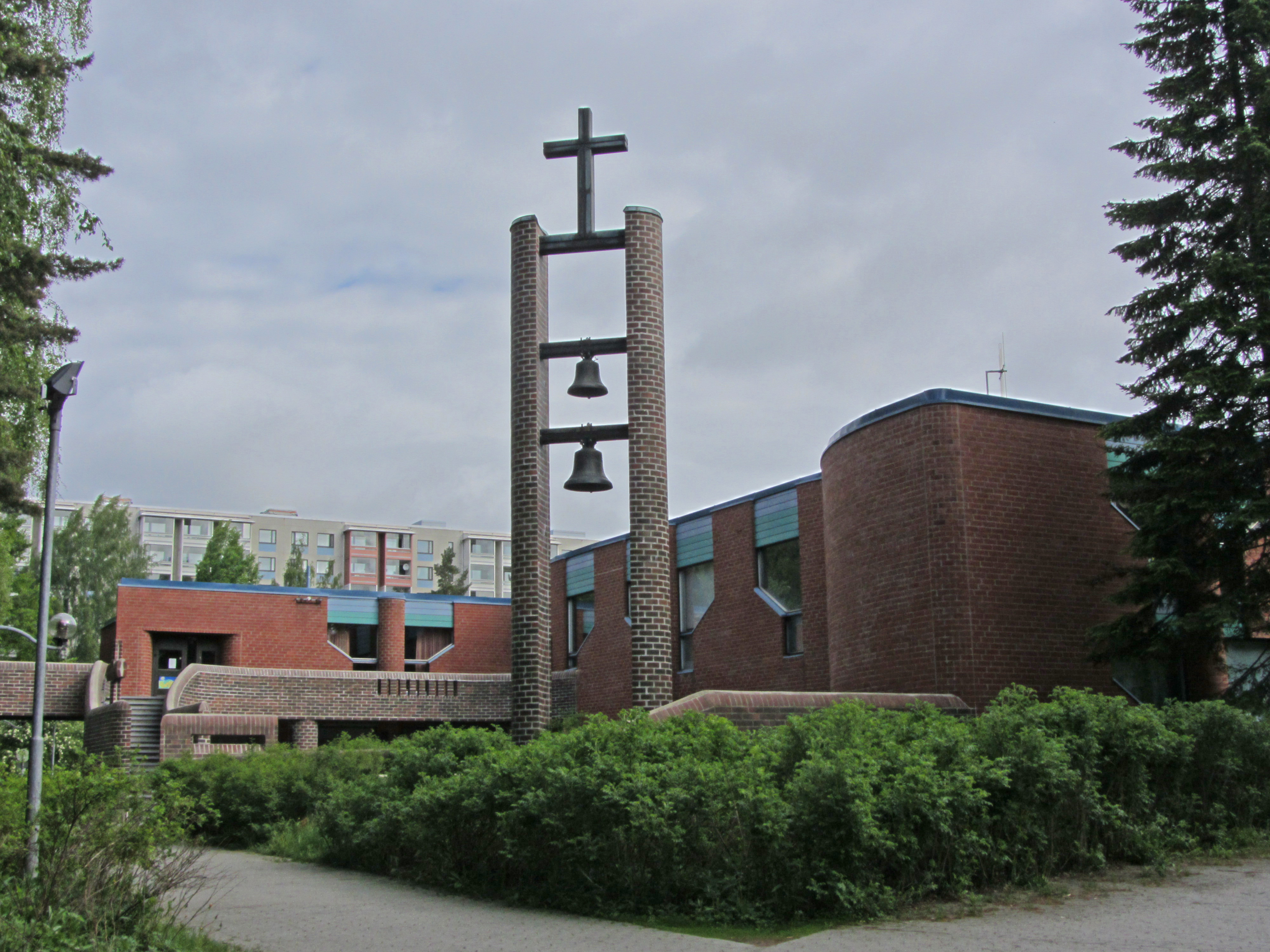
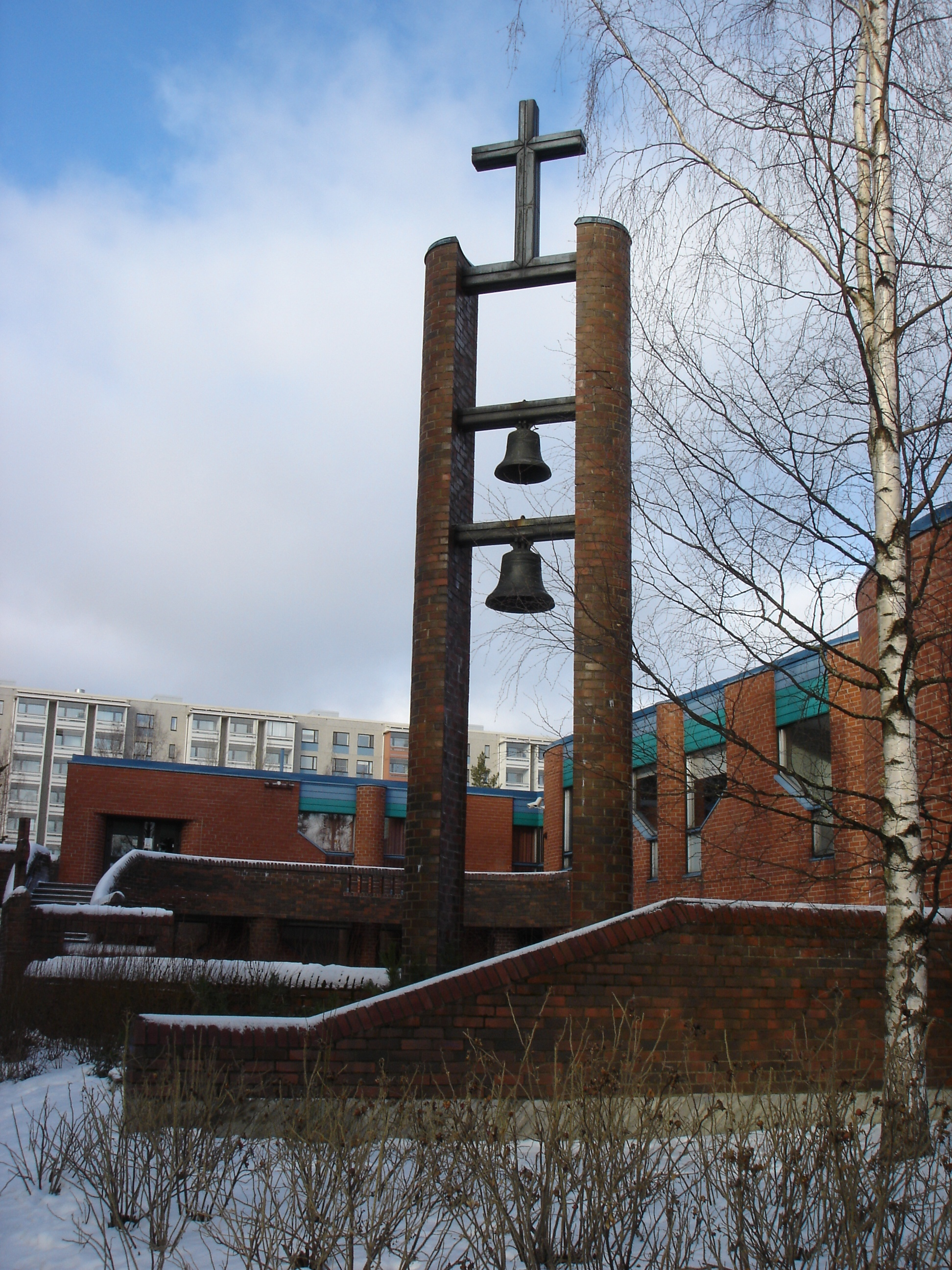